# Mimosa borealis
Mimosa borealis és una espècie d'arbust de la família de les lleguminoses. És originària d'Amèrica del Nord.

## Descripció
És un petit arbust que es troba en sòls de grava i pedra calcària a Nou Mèxic, Oklahoma, Kansas i Colorado i al sud de Mèxic. Té les branques rígides formant un arbust arredonit amb flors fragants i vistoses, de color rosa amb anteres grogues, que floreixen de la primavera a l'estiu de manera intermitent. Sol tenir espines molt corbes a les branques, i de vegades a les vores de les beines groguenques. És una excel·lent planta d'ús ornamental, a més de ser molt resistent a la sequera.

## Taxonomia
Mimosa borealis fou descrita per Asa Gray i publicada en Memoirs of the American Academy of Arts and Science, noves sèries 4(1): 39–40. 1849.
Etimologia

Mimosa: nom genèric derivat del grec μιμος (mimos), que significa 'imitador'.
borealis: epítet llatí que significa 'del nord'.
Sinonímia

- Mimosa borealis var. texana A.Gray
- Mimosa fragrans A.Gray
- Mimosa texana (A.Gray) Small[4]